# I Puffi a zonzo per il mondo
I Puffi a zonzo per il mondo (The Smurfs Travel the World), è un videogioco a piattaforme pubblicato dalla Infogrames per varie console e ispirato al fumetto I Puffi. Il videogioco è stato pubblicato nel 1995 per Super Nintendo, Game Boy e Game Gear, e nel 1996 per Sega Mega Drive e Master System. La versione per Master System era intitolata The Smurfs 2 ed è stato l'ultimo titolo ad essere uscito per quella console in Europa.